# Okręg Belley
Okręg Belley (fr. Arrondissement de Belley) – okręg we wschodniej Francji. Populacja wynosi 89 800.

## Podział administracyjny
W skład okręgu wchodzą następujące kantony:
- Ambérieu-en-Bugey,
- Belley,
- Champagne-en-Valromey,
- Hauteville-Lompnes,
- Lagnieu,
- Lhuis,
- Saint-Rambert-en-Bugey,
- Seyssel,
- Virieu-le-Grand.